# Run & Ride for Reading
Run & Ride for Reading e. V. (vormals Ride for Reading) ist ein gemeinnütziger Verein zur Förderung des Lesens bei Jugendlichen und Kindern.
Der Verein wurde 2008 von Oliver Gritz und Anton Bergmann gegründet. Vorsitzender und Geschäftsführer ist Oliver Gritz. Bergmann stieg 2010 aus. Weitere Vorstandsmitglieder sind Henning Krautmacher, Klaus Grommes und Manfred Brodeßer. Schwerpunkt der Tätigkeit ist die Region Köln/Bonn und Sitz der Stiftung Niederkassel-Mondorf.

## Ziele und Zweck
Run & Ride for Reading verfolgt das Ziel, die Lern- und Lesefähigkeit und Motivation von Kindern und Jugendlichen zu fördern. Sie sollen gerne und mit großer Begeisterung lebenslang lesen, lernen und sich weiterentwickeln.
Zu diesem Zweck richtet Run & Ride for Reading sogenannte Leseclubs vor allem an Schulen in sozialen Brennpunkten ein und unterstützt deren Betrieb. Einrichtung und Betrieb beinhalten:
- Beschaffung von Möbeln, Büchern, Computern und anderen Medien
- Durchführung von Seminaren und Schulungen für die Clubbetreuerinnen und Betreuer in Zusammenarbeit mit der Stiftung Lesen in Mainz
- Organisation von Patenschaften durch Unternehmen und verdiente Mitbürger z. B. zum Durchführen von Vorleseaktionen, Coaching und anderen Formen der Unterstützung der Leseclubmitglieder
- Durchführen weiterer gezielter Maßnahmen zum Steigern der Lern- und Lesemotivation

Die Leseclubs basieren auf einem Konzept der Stiftung Lesen in Mainz. Run & Ride for Reading organisiert darüber hinaus eine enge Betreuung vor Ort durch einen qualifizierten Leseclubverantwortlichen. Gelder, die Run & Ride for Reading für die Einrichtung der Leseclubs aufbringt, kommen aus Spenden, Sponsorengeldern und aus Benefizveranstaltungen. Zu den Benefizveranstaltungen gehören die jährlich stattfindenden Sportveranstaltungen Rennrad Spendentour und der Kölner Leselauf.

### Leseclubs
Run & Ride for Reading Leseclubs sind in Schulen sowie in außerschulischen Jugendeinrichtungen angesiedelt. Das Angebot der Leseclubs umfasst eine regelmäßige und ganzjährige gruppenorientierte Leseförderung durch pädagogisch geschultes Personal (z. B. Lehrkräfte oder Mitarbeiter der Offene Ganztagsschule (OGTS)). Darüber hinaus bietet der Leseclub Möglichkeiten zur Einbindung von ehrenamtlichen Mitarbeitern. In Entscheidungsprozesse werden die Kinder aktiv beteiligt, d. h. oftmals richtet sich die Ausrichtung der Leseclubs eng an die Interessen der Kinder und Jugendlichen. Es ist wichtig, dass die Leseclub-Angebote freizeitorientiert sind. In der Regel finden viele Angebote auch außerunterrichtlich, insbesondere bei Ganztagsschulen, statt.
Leseclubs sollen die Lesemotivation und -kompetenz steigern und zum eigenständigen Erlangen von Wissen animieren. Dazu stehen den Kindern und Jugendlichen in ihrem Leseraum verschiedene Medien zur Verfügung. Die Kinder lernen, sich selbstständig mit Inhalten zu beschäftigen und bilden sich in einem spielerischen Umfeld weiter. Leseclubs sind geeignet für Kinder zwischen 6 und 16 Jahren.

#### Beispiele für Aktivitäten
- Kreative Medienarbeit: Hörspiele aufnehmen, Trickfilme erstellen, eigene Comics zeichnen, Foto-Projekte, Internet-Projekte etc.
- Schreibwerkstätten, Gedichte-Hip-Hop
- Theater spielen, spielerische Thematisierung interkultureller Aspekte
- Buchausstellungen, „Book Slam“-Wettbewerbe
- Lesenächte, Autorenlesungen, Lese-Rallyes
- Vorlesen – z. B. am Bundesweiten Vorlesetag
- Kreative Bastelideen, z. B. „Lesen mit der Schere“ mit Zeitungen
- Ausflüge in Bibliotheken und Buchhandlungen
- Medienausleihe
- Beteiligung an Wettbewerben und anderen Projektangeboten der Stiftung Lesen

Durch die Vielfalt der Angebote kann auf die häufigen Interessenverschiebungen der Altersgruppe flexibel reagiert werden.

### Rennrad Spendentour

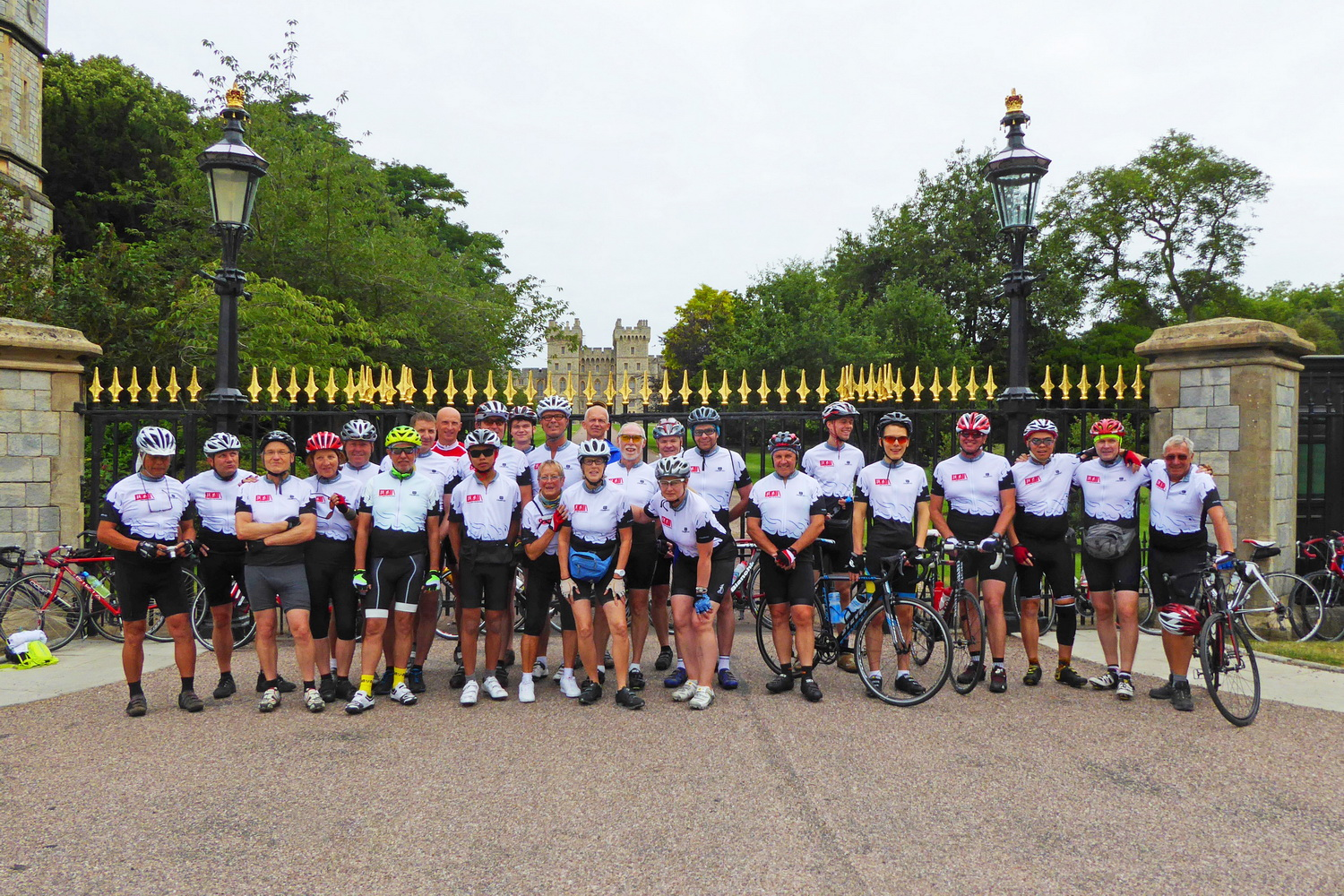
Spendentour 2016 – von London nach Köln

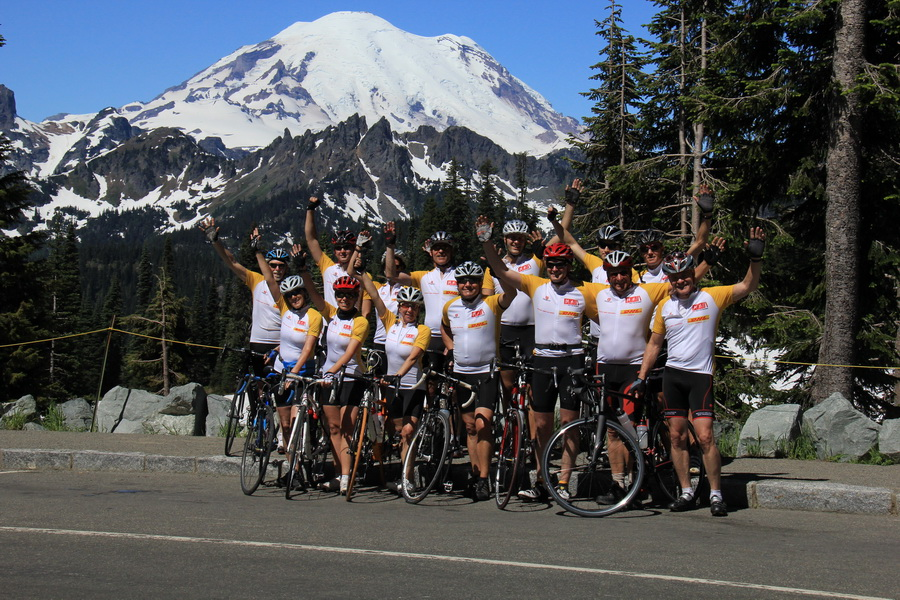
Spendentour 2014 – von Seattle zum Yellowstone-Nationalpark

Seit 2008 veranstaltet Run & Ride for Reading jährlich die Wohltätigkeitsveranstaltung Rennrad Spendentour. Die einwöchige Tour erstreckt sich i. d. R. über ca. 850 Kilometer, die Startpunkte und Ziele variieren von Jahr zu Jahr. Die Tour findet jeweils im Sommer statt. Alle Spenden der Tour-Teilnehmer fließen in den Auf- und Ausbau der Leseclubs.

### Kölner Leselauf

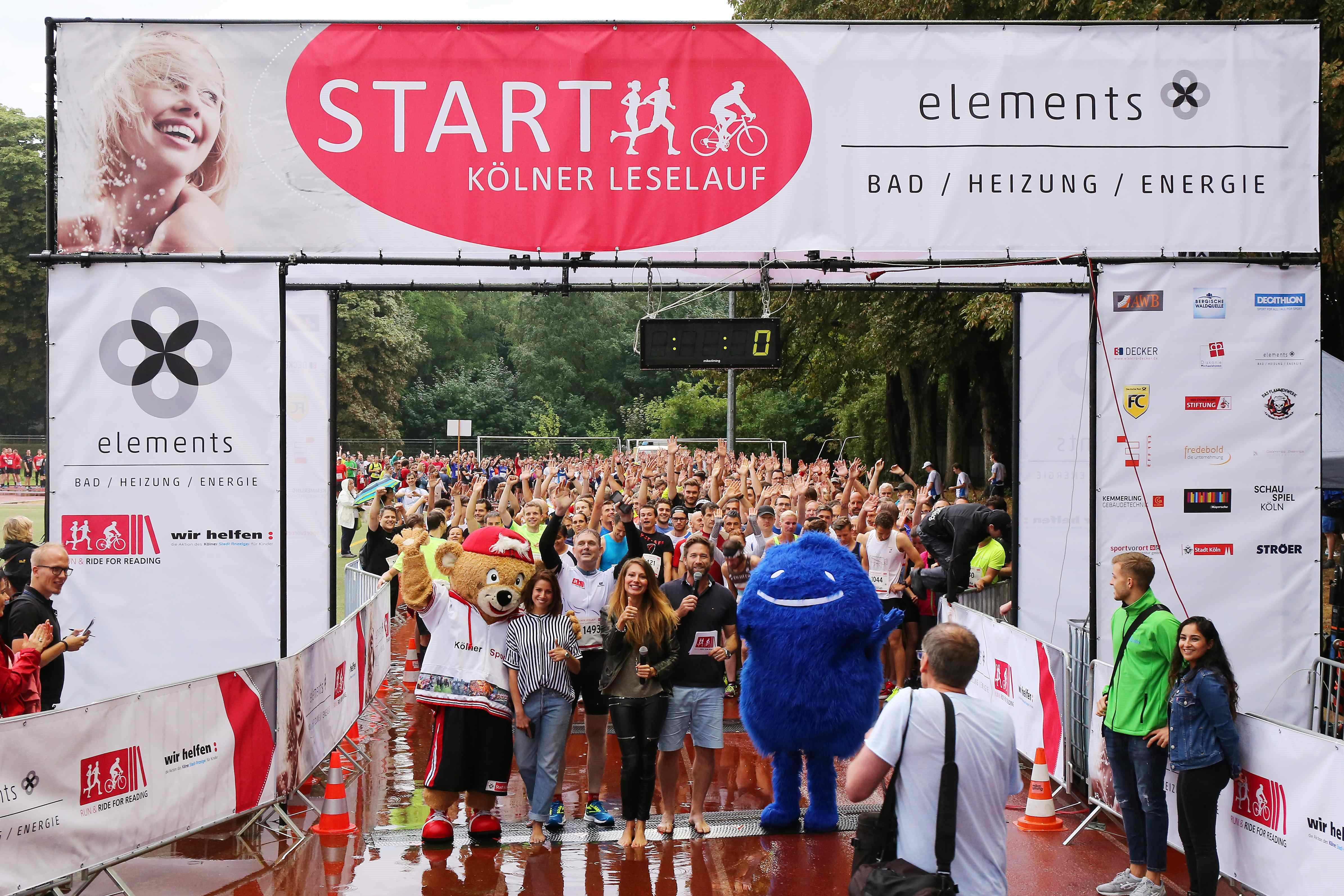
Der 7. Kölner Leselauf 2017 im Sportpark Müngersdorf

Der Kölner Leselauf ist eine kombinierte Lauf-, Fahrrad und Unterhaltungsveranstaltung, die seit 2011 jährlich im Sommer im Sportpark Müngersdorf stattfindet. Schirmherr der Veranstaltung ist der Ministerpräsident des Landes Nordrhein-Westfalen.2 Für Läufer bietet der Kölner Leselauf eine 5 km lange Strecke mit Start und Ziel in der Ostkampfbahn. Teilnehmer können die Strecke zwei Mal umrunden und insgesamt 10 km zurücklegen. Fahrradfahrer können zudem an der 18 km langen Fahrraddemonstration teilnehmen.
Die Veranstaltung richtet sich besonders an Teams aus Vereinen, Firmen und Freunden. Die Teilnahme am Kölner Leselauf ist kostenpflichtig. Der Gewinn der Veranstaltung fließt zu 100 % in den Aufbau und Betrieb von Leseclubs.

## Der Vorstand
- Oliver Gritz, Vorsitzender und Gründer von Run & Ride for Reading
- Henning Krautmacher, stellvertretender Vorsitzender (seit 2011)
- Klaus Grommes, Schatzmeister (seit 2013)
- Manfred Brodeßer, Leseclubbeauftragter (seit 2013)